# Mechernich
Mechernich è una città nel sud della Renania Settentrionale-Vestfalia, appartenente al circondario di Euskirchen.

## Geografia fisica
La città è suddivisa in 44 Ortsteile, tra quartieri urbani e frazioni, e conta 27 325 abitanti.

## Monumenti e luoghi d'interesse

### Architetture militari
- Castello di Satzvey (Burg Satzvey), nella frazione di Satzvey[2][3]

## Società

### Evoluzione demografica
- 1998 - 25.432
- 1999 - 25.607
- 2000 - 26.003
- 2001 - 26.460
- 2002 - 26.826
- 2003 - 27.182
- 2004 - 27.234
- 2005 - 28.077
- 2006 - 28.120